# Rede Gazeta
TV Gazeta è un'emittente televisiva brasiliana fondata a San Paolo nel 1970 dalla Fondazione Casper Libero, attuale proprietario.

## Storia
TV Gazeta nasce il 25 gennaio 1970 sul canale 11 VHF di San Paolo ed è tra i primi canali nazionali ad avere il colore tra il 1973 e il 1976.
Nel 1993 si fonde con CNT, fusione che dura fino al 2000 quando Gazeta ritorna ad essere Rede Gazeta. Negli ultimi anni è passata anch'essa al digitale terrestre.